# Yuzawa (Akita)
Yuzawa (湯沢市; -shi) é uma cidade japonesa localizada na província de Akita.
Em 2003 a cidade tinha uma população estimada em 34.194 habitantes e uma densidade populacional de 170,80 h/km². Tem uma área total de 200,20 km².
Recebeu o estatuto de cidade a 31 de Março de 1954.

## Cidades-irmãs
- Siegburg, Alemanha
- Turgot, Hungria